# ATP Challenger Qarshi
Das ATP Challenger Qarshi (offizieller Name: Karshi Challenger) war ein zwischen 2007 und 2018 jährlich stattfindendes Tennisturnier in Qarshi, Usbekistan. Es war Teil der ATP Challenger Tour und wurde im Freien auf Hartplatz ausgetragen. Mit drei Turniersiegen im Einzel ist der Lokalmatador Denis Istomin der erfolgreichste Spieler in der Geschichte des Turniers.

## Liste der Sieger

### Einzel
| Jahr | Sieger                   | Finalgegner        | Ergebnis         |
| ---- | ------------------------ | ------------------ | ---------------- |
| 2018 | Jahor Herassimau (2)     | Sjarhej Betau      | 7:63, 2:0 aufgg. |
| 2017 | Jahor Herassimau (1)     | Cem İlkel          | 6:3, 7:64        |
| 2016 | Marko Tepavac            | Dudi Sela          | 2:6, 6:3, 7:64   |
| 2015 | Teimuras Gabaschwili (2) | Jewgeni Donskoi    | 5:2 aufgg.       |
| 2014 | Nikolos Bassilaschwili   | Chase Buchanan     | 7:62, 6:2        |
| 2013 | Teimuras Gabaschwili (1) | Radu Albot         | 6:4, 6:4         |
| 2012 | Igor Kunizyn             | Dsmitryj Schyrmont | 7:610, 6:2       |
| 2011 | Denis Istomin (3)        | Blaž Kavčič        | 6:3, 1:6, 6:1    |
| 2010 | Blaž Kavčič              | Michael Venus      | 7:66, 7:65       |
| 2009 | Rainer Eitzinger         | Iwan Serhejew      | 6:3, 1:6, 7:63   |
| 2008 | Denis Istomin (2)        | Michail Jelgin     | 6:3, 7:64        |
| 2007 | Denis Istomin (1)        | Marsel İlhan       | 6:1, 6:4         |

### Doppel
| Jahr | Sieger                                    | Finalgegner                             | Ergebnis          |
| ---- | ----------------------------------------- | --------------------------------------- | ----------------- |
| 2018 | Timur Chabibulin Wladyslaw Manafow        | Sanjar Fayziyev Joʻrabek Karimov        | 6:2, 6:1          |
| 2017 | Denys Moltschanow Serhij Stachowskyj      | Kevin Krawietz Adrián Menéndez          | 6:4, 7:67         |
| 2016 | Enrique López Pérez Jeevan Nedunchezhiyan | Aleksandre Metreweli Dmitri Popko       | 6:1, 6:4          |
| 2015 | Yuki Bhambri Adrián Menéndez              | Sjarhej Betau Michail Jelgin            | 5:7, 6:3, [10:8]  |
| 2014 | Sjarhej Betau Aljaksandr Bury             | Gong Maoxin Peng Hsien-yin              | 7:5, 1:6, [10:6]  |
| 2013 | Chen Ti Guillermo Olaso                   | Jordan Kerr Konstantin Krawtschuk       | 7:65, 7:5         |
| 2012 | Lee Hsin-han Peng Hsien-yin               | Brydan Klein Yasutaka Uchiyama          | 6:75, 6:4, [10:4] |
| 2011 | Michail Jelgin Alexander Kudrjawzew       | Konstantin Krawtschuk Denys Moltschanow | 3:6, 6:3, [11:9]  |
| 2010 | Gong Maoxin Li Zhe                        | Divij Sharan Vishnu Vardhan             | 6:3, 6:1          |
| 2009 | Sadik Kadir Purav Raja                    | Andis Juška Deniss Pavlovs              | 6:3, 7:64         |
| 2008 | Łukasz Kubot Oliver Marach                | Andreas Haider-Maurer Philipp Oswald    | 6:4, 6:4          |
| 2007 | Andrew Coelho Adam Feeney                 | Ivan Dodig Horia Tecău                  | 6:2, 3:6, [10:7]  |